# Martinroda
Martinroda là một đô thị trong huyện Wartburg ở bang Thüringen, Đức. Đô thị này có diện tích 6,3 km².